# Сейсмічність Перу
Територія Перу — характеризується високою сейсмічністю.

## Загальна характеристика
Через територію Перу проходить Тихоокеанське вогняне коло — смуга вулканів і тектонічних розломів завдовжки 40 тис кілометрів. Воно  опоясує Тихий океан, пролягаючи уздовж узбережжя Південної і Північної Америки до південної частини Аляски, потім повертає до Японії, Філіппін і Індонезії і завершується в районі острова Нова Гвінея, Нової Зеландії і південно-західної Океанії. Саме у «вогняному колі» знаходиться переважна більшість відомих вулканів планети. Там же відбуваються 90 % всіх землетрусів на Землі.
Вогнища дрібнофокусних землетрусів розташовані на шельфі і узбережжі, середньофокусних (глиб. 100—200 км) — в Андах, глибокофокусних (до 700 км) — в Субандійському крайовому прогині і на околиці Південно-Американської платформи. Інтенсивність землетрусів може досягати 9-10 балів за 12-бальною шкалою.

## Землетруси у минулі століття
Катастрофічні землетруси в Андах супроводжуються обвалами, зсувами грунту і селевими потоками (Уаскаран, 1970).

## Землетруси XXI століття

### 2007
У 2007 році в перуанському департаменті Іка в результаті землетрусу магнітудою 8,0 балів загинули 519 осіб, ще близько 1,5 тисячі людей отримали поранення. Майже 17 тисяч людей залишилися без електроенергії та телефонного зв'язку. Найсильніше постраждали міста південного узбережжя Чинча-Альта, Піско, Іка, а також столиця країни Ліма.

### 2011
29 жовтня, в другій половині дня, на півдні Перу стався сильний за (шкалою інтенсивності МSK-64) землетрус магнітудою 6,9 балів (за шкалою Ріхтера). За даними Геологічної служби США (USGS), епіцентр землетрусу знаходився за 50 км на південь від прибережного міста Іка і залягав на глибині 15 км. За повідомленням міської влади, в результаті землетрусу в Перу поранення отримали 83 осіб. Підземні поштовхи відчувалися також в столиці країни Лімі, що знаходиться за 300 км від епіцентру землетрусу. Починаючи з 25 жовтня 2011 року, коли в Перу стався землетрус силою 7,0 балів (за шкалою Ріхтера), в регіоні також були зафіксовані численні підземні поштовхи, магнітуда як мінімум трьох з них досягали 5,0 балів.

### 2016
10 вересня в північній частині Перу стався сильно помірний (за шкалою інтенсивності МSK-64) землетрус магнітудою 6,0 балів (за шкалою Ріхтера). Епіцентр землетрусу знаходився за 56 км від міста Мойобамба, гіпоцентр землетрусу залягав на глибині 124 км.

### 2018
24 серпня в Перу стався сильний (за шкалою інтенсивності МSK-64) землетрус магнітудою 7,1 балів (за шкалою Ріхтера). За повідомленням Геологічної служби США (USGS), підземні поштовхи були зафіксовані за 250 км на північний захід від міста Мальдонадо на глибині 610 км.

### 2019
1 березня в південній частині Перу стався сильний (за шкалою інтенсивності МSK-64) землетрус магнітудою 7,1 балів (за шкалою Ріхтера). За даними Геологічної служби США (USGS), епіцентр землетрусу було зафіксовано за 67 км на північний захід від міста Хульяка, гіпоцентр землетрусу залягав на глибині 258 км.

### 2021
23 червня поблизу центрального узбережжя Перу стався помірний (за шкалою інтенсивності МSK-64) землетрус магнітудою 5,8 балів (за шкалою Ріхтера), поштовхи якого відчули у столиці Лімі. За даними Геологічної служби США (USGS), епіцентр землетрусу розташовувався за 10 км у провінції Канете, на глибині 50 км.

### 2023
5 березня, о 14:25 (за місцевим часом), біля узбережжя Перу стався помірний (за шкалою інтенсивності МSK-64) землетрус магнітудою 5,5 балів (за шкалою Ріхтера). Згідно повідомлення Інституту геофізики Перу, епіцентр землетрусу було зафіксовано за 18 км на схід від муніципалітету Атіко на глибині 52 км.
19 березня, в Перу та Еквадорі стався сильно помірний (за шкалою інтенсивності МSK-64) землетрус магнітудою 6,8 балів (за шкалою Ріхтера). Згідно повідомлення Геологічної служби США (USGS), епіцентр землетрусу знаходився приблизно за 80 км на південь від міста Гуаякіля, агломерація якого налічує понад 3 млн мешканців. В результаті землетрусу загинуло щонайменше 15 людей, в тому числі 12 осіб — в прибережному еквадорському штаті Ель-Оро і 2 — в високогірному штаті Азуай. Щонайменше 400 людей дістали поранення.

### 2024
16 червня, о 17:47:33 (за київським часом), Головним центром спеціального контролю ДКАУ на узбережжі Перу зареєстровано сильно помірний (за шкалою інтенсивності МSK-64) землетрус магнітудою 6,0 балів (за шкалою Ріхтера). Гіпоцентр землетрусу залягав на глибині 25 км.
28 червня, о 08:36:40 (за київським часом), Головним центром спеціального контролю ДКАУ на узбережжі Перу зареєстровано сильний (за шкалою інтенсивності МSK-64) землетрус магнітудою 7,0 балів (за шкалою Ріхтера). Гіпоцентр землетрусу залягав на глибині 51 км.

### 2025
15 червня, о 11:35 (за місцевим часом), поблизу центрального узбережжя Перу стався помірний (за шкалою інтенсивності МSK-64) землетрус магнітудою 5,6 балів (за шкалою Ріхтера). За даними Геологічної служби США (USGS), епіцентр землетрусу знаходився у Тихому океані за 23 км від міста Кальяо. Як повідомило агентство Associated Press, в результаті землетрусу зафіксовано пошкодження доріг та освітніх центрів, загинула одна людина, ще п’ять - зазнали поранень.